# Ayerni
 (décembre 2016).
Si vous disposez d'ouvrages ou d'articles de référence ou si vous connaissez des sites web de qualité traitant du thème abordé ici, merci de compléter l'article en donnant les références utiles à sa vérifiabilité et en les liant à la section « Notes et références ».
L’ayerni est une préparation culinaire propre aux régions de Collo et de Jijel, en Algérie. Il s'agit d'une purée à base de tubercules d'une plante de la famille des Aracées, appelée localement ayerni, de lait caillé ou petit lait, de semoule et d'huile d'olive. Cette préparation printanière est servie en entrée ou en plat principal avec de la galette et rarement en dessert.

## Ingrédients et préparation

### Ingrédients
- Ayerni (tubercules de gouet d'Italie qui pousse à l'état sauvage dans le massif de Collo) ainsi que dans les champs et parcelles vierges des alentours de Jijel, parfois aux bords des terrains labourés mais jamais sur les terres travaillées . La plante et son tubercule portent en Algérie plusieurs noms dont qarriwa, abaqquq, baqquqa, aguerni et ayerni[1].
- Lait caillé
- Semoule
- Huile d'olive
- Beurre (facultatif)

### Préparation
Les tubercules d’ayerni une fois épluchés et lavés sont mis à cuire à l'eau portée à ébullition. À mi-cuisson, ils sont retirés et égouttés, puis passés, pour une cuisson complète, à la vapeur. Le temps de cuisson est d'environ deux heures. Dès que les tubercules sont cuits à point, ils sont écrasés ou moulinés jusqu’à obtention d’une purée assez homogène. Puis une certaine mesure de lait caillé est ajoutée à la purée qui est laissée à cuire à feu doux un certain temps. Une mesure de semoule et un peu d’huile d’olive sont incorporés à la purée. La préparation ainsi obtenue est laissée à cuire pour un temps supplémentaire. Pour le service, un filet d’huile d’olive est versé sur la purée. L’ajout de beurre est facultatif. Légèrement  acide, le met obtenu est d'une rare délicatesse et est peu connu. Certaines familles de Jijel en font une occasion de sortie printanière. Crue ou mal cuite, la plante présenterait des risques d'empoisonnement et reste donc la spécialité de connaisseurs avérés.